# Kinder des Zorns III
Kinder des Zorns III (Videotitel: Kinder des Zorns III – Das Chicago-Massaker) ist ein US-amerikanischer Horrorfilm aus dem Jahr 1995 und die zweite Fortsetzung des Horrorfilms Kinder des Zorns aus dem Jahr 1984. Regie führte James D.R. Hickox, das Drehbuch schrieb Dode B. Levenson nach Motiven der Kurzgeschichte Kinder des Mais (Children of the Corn) von Stephen King.

## Handlung
Die halbwaisen Brüder Eli und Joshua leben in dem Dorf Gatlin in Nebraska und leiden unter der Gewalttätigkeit ihres trinksüchtigen Vaters. Als sie sich eines Abends in einem Maisfeld verstecken, weil der Vater in betrunkenem Zustand mit einer Erntesichel auf sie losgehen will, beschließt Eli, sich der Konfrontation zu stellen, sodass sein Bruder fliehen und Hilfe holen kann. Als der Vater mit der Sichel ausholen will, zieht Eli eine heidnische Bibel hervor und rezitiert eine uralte Beschwörung, die Ihn, der hinter den Reihen geht erweckt. Daraufhin wird der Vater von den schwarzmagisch animierten Maisstauden getötet und sein Leichnam in eine Art bizarre Vogelscheuche umfunktioniert. Eli vergräbt die Bibel im Maisfeld, tröstet seinen Bruder und flieht mit ihm aus Gatlin.
Bald darauf kommen sie bei Pflegeeltern unter, dem Ehepaar William und Amanda Porter. Die beiden hatten sich immer sehnlichst Kinder gewünscht, konnten aber selbst keine zeugen. Unter der Betreuung durch eine Sozialarbeiterin werden Eli und Joshua zu ihnen nach Chicago gebracht. Die Eingewöhnung in das neue Zuhause verläuft jedoch hochproblematisch: Die Jungen kleiden sich altmodisch im Stil der Amish-Gemeinden, bringen einen Koffer voll Maiskolben aus Gatlin mit und Eli überrascht die Porters mit einem düsteren Feuer-und-Schwefel-Gebet beim Abendessen. Auch den Nachbarn ist die Eigenartigkeit der Jungen aufgefallen, doch vorerst tut man diese als Kulturschock ab. Immerhin waren sie Farmkinder und müssen nun in einer hochmodernen Stadt zurechtkommen. Noch in der ersten Nacht schleicht sich Eli klammheimlich aus dem Haus und zu einem heruntergekommenen Gelände einer verlassenen Fabrik, die gleich hinter dem Grundstück der Porters liegt. Dort verstreut er den aus Gatlin mitgebrachten Mais und betet zu Ihm, der hinter den Reihen geht. Noch über Nacht sprießt ein kleines Maisfeld aus dem Boden.
Als die Jungen in die nahegelegene Schule gehen sollen, kommt es sofort zu neuen Problemen, die eindeutig von Eli ausgehen. Dieser gerät beinahe in eine Schlägerei mit dem Schüler „T-Loc“ und rügt seinen Bruder dafür, dass dieser mit anderen Jugendlichen Basketball spielt, anstatt zu beten. Eli ist angewidert von dem ausschweifenden, zügellosen und (seiner Meinung nach) wohlstandsverwahrlosten Lebensstil der Schüler und er beschließt, für „Zucht und Ordnung“ zu sorgen, indem er Ihn, der hinter den Reihen geht an die Schule bringt. In der Zwischenzeit entdeckt ein obdachloser Herumtreiber das verfluchte Maisfeld und als er sich an dem Mais zu schaffen macht, wird er getötet und wie einst der Vater von Josh und Eli in eine bizarre Vogelscheuche verwandelt. Joshua, der sich mehr und mehr dem Lebensstil der Städter anpasst, verguckt sich in die gleichaltrige Nachbarschülerin Maria. Außerdem freundet er sich mit dem Gleichaltrigen Malcolm an, der Joshua helfen möchte, weltoffener und moderner zu werden.
Die Sozialarbeiterin, die Eli und Joshua an die Porters vermittelt hatte, erfährt, dass Eli verhaltensauffällig sei und recherchiert nochmal etwas genauer in der Kindheit der Jungen. Dabei entdeckt sie, dass Eli eigentlich der Ältere der Brüder, aber seit 1964 nicht mehr gealtert ist. Sie will die Porters warnen, wird aber in deren Haus von Eli abgefangen und ermordet. Amanda ihrerseits beginnt, Eli mehr und mehr zu misstrauen und sie entdeckt einen Zusammenhang zwischen seinem bizarren Verhalten und dem Maisfeld hinter dem Grundstück. Als sie den Mais stutzen will, wehrt dieser sich und greift sie an. Amanda will fliehen, stürzt jedoch und wird mit ihrem Kopf an einem aus dem Boden ragenden, abgebrochenen Stück Kupferrohr aufgespießt. Ihr scheinbarer Unfalltod lenkt die Aufmerksamkeit des nun verwitweten Williams auf den Mais. William ist fasziniert davon, dass auf so schlechtem Boden wie dem des Fabrikgeländes Mais gedeiht. Und nicht nur das: der Mais scheint völlig immun gegen Pilz-, Viren- und Schädlingsbefall zu sein und er fruchtet auch noch üppig zur falschen Jahreszeit. William überlegt sofort, den Mais als neue „Wundersorte“ gewinnbringend zu verkaufen. 
Zu seiner (und Joshuas) Überraschung stimmt Eli dem Vorschlag großzügig zu. Doch dieser scheinbar nette Akt ist in Wahrheit eine bösartige Finte: Eli verschweigt, dass der Mais die Gabe hat, erwachsene Konsumenten zu verblöden und Kinder zu hypnotisieren. Als Eli und Josh den Mais an der Schule verteilen und die Schüler davon kosten, werden sie bald darauf zu hörigen Anhängern um Elis Kult. William, der leichtsinnigerweise ebenfalls von dem Mais genascht hat, ist plötzlich nur noch damit beschäftigt, Investoren für die Vermarktung des Mais zu finden. Er trauert nicht einmal mehr um Amanda und scheint diese sogar vergessen zu haben. Joshua erkennt den Zusammenhang zwischen Eli, dem Mais und den Verhaltensveränderungen in seiner Umgebung und meidet den Mais tunlichst. Unterdessen ist der Schuldirektor verwirrt darüber, dass seine einst so lebhaften und aufmüpfigen Schüler immer spießiger, altmodischer und vor allem ruhiger werden. Als er seine Kollegen alarmieren will, wird er regelrecht ausgebuht und die Lehrer schimpfen mit ihm. Aus deren Sicht herrschen nun traumhafte Zustände voller Ordnung und Sitte an der Schule.
Kurz darauf entdecken Joshua, Malcolm und dessen Eltern die Leiche des Direktors sowie die mehrerer Lehrer. Die gesamte Schülerschaft steht nun unter Elis Kontrolle. Als Hauptquartier von Elis neu gegründeter Sekte dient die verlassene Fabrik. Als William die Fabrik betritt und stolz verkündet, der Mais könne jederzeit geerntet und rund um die Welt verschickt werden, wird er von Eli erstochen. Unterdessen reisen Joshua und Malcolm nach Gatlin auf das Gelände der Farm, die dereinst Joshuas und Elis Vater gehörte. Dort werden sie von Ihm, der hinter den Reihen geht erwartet und angegriffen. Der Dämon hatte erkannt, dass Joshua seine heidnische Bibel ausgraben und zerstören wollte. Malcolm wird getötet, während Joshua nur knapp entkommen kann. Er geht mit der Bibel zu Eli, um ihm das Buch zum Schein zurückzugeben. Als Eli seinem Bruder die Bibel wegnehmen will, weil er glaubt, dass Joshua den Dämon für sich alleine will, werden er und das Buch von Joshua mit einer Erntesichel aufgespießt. Eli und seine Bibel gehen in Flammen auf und werden zerstört, da erhebt sich Er, der hinter den Reihen geht aus dem Maisfeld und geht zum Angriff über. Er tötet mehrere Schüler und ergreift Maria, doch Joshua schafft es, den Dämon zu vernichten, indem er die Wurzel, die mit dem verfluchten Mais verknüpft ist, durchtrennt. 
Der Film endet mit einer Szene, in der gezeigt wird, wie ein paar Frachtkisten mit dem verfluchten Mais Deutschland, Spanien und weitere Länder erreichen.

## Kritiken
Das Lexikon des internationalen Films schrieb, der Film sei ein „neuerlicher Aufguß der Horrorfilm-Serie, der die unerquicklichen Versatzstücke des Genres mit aktuellen Umweltängsten“ verbinde. „Die Geschichte der gequälten Natur“ sei „abgestanden und selbst für überzeugte Fans allzu fade geraten“.
Die Zeitschrift Cinema schrieb, der Film sei „spannender als seine beiden Kino-Vorgänger“.

## Hintergründe
Der Film wurde im Dezember 1993 in Los Angeles gedreht. Er wurde auf dem im Februar–März 1995 in Los Angeles stattgefundenen Festival American Film Market gezeigt und dann direkt auf Video veröffentlicht. Charlize Theron debütierte in diesem Film in einer kleinen, im Abspann nicht erwähnten Nebenrolle.
Der Film eckte in diversen Ländern an und schaffte es teilweise nur in geschnittenen Fassungen ins Heimkino. Während etwa in den USA eine gekürzte R-Rated-Fassung sowie die unzensierte Unrated-Version herauskamen, mussten für die britische BBFC-18- sowie die alte, deutsche FSK 18-Freigaben Kürzungen vorgenommen werden. Kinder des Zorns III landete im August 1995 trotz der Kürzungen auf dem Index. Die Indizierung des Films wurde im Januar 2017 aufgehoben. Eine Neuprüfung durch die FSK ergab eine Freigabe ab 16 Jahren für die ungekürzte Fassung.